# Anaea hauxwelli
Anaea hauxwelli är en fjärilsart som beskrevs av Druce 1874. Anaea hauxwelli ingår i släktet Anaea och familjen praktfjärilar. Inga underarter finns listade i Catalogue of Life.